# Premi Unión de Actores a la millor interpretació protagonista de televisió
El Premi a la millor interpretació protagonista en la seva secció de televisió lliurat per la Unión de Actores entre 1991 i 2001 reconeixia la millor interpretació d'un actor o actriu principal dins d'una sèrie de televisió.
Des de l'edició de 2002, aquesta categoria es desdobla en:
- Millor actriu protagonista de televisió
- Millor actor protagonista de televisió

## Guardonats
| Any  | Guanyadora           | Sèrie de televisió                |
| ---- | -------------------- | --------------------------------- |
| 2001 | Alicia Borrachero    | Periodistas                       |
| 2000 | Blanca Portillo      | 7 Vidas                           |
| 1999 | Javier Cámara        | 7 Vidas                           |
| 1998 | Beatriz Carvajal     | Compañeros                        |
| 1997 | Tito Valverde        | Todos los hombres sois iguales    |
| 1996 | Tito Valverde        | Todos los hombres sois iguales    |
| 1995 | Aitana Sánchez-Gijón | La Regenta                        |
| 1994 | Juanjo Puigcorbé     | Villarriba y Villabajo            |
| 1993 | Francisco Rabal      | Una gloria nacional               |
| 1992 | Fernando Rey         | El Quijote de Miguel de Cervantes |
| 1991 | Diana Peñalver       | Las chicas de hoy en día          |